# میکل پرنفورس
 میکل پرنفورس (انگلیسی: Mikael Pernfors؛ زاده ۱۶ ژوئیهٔ ۱۹۶۳) یک تنیس‌باز اهل سوئد است.